# Schwarzhorn (Leukerbad)
Das Schwarzhorn ist ein Berg mit einer Höhe von 3105 m ü. M. in den westlichen Berner Alpen auf Walliser Boden.
Der Berg gehört zum Wildstrubelmassiv und befindet sich rund drei Kilometer östlich des Plaine-Morte-Gletschers. Er ist der höchste Punkt auf einem Grat von der Pointe de la Plaine Morte im Westen bis zum Daubenhorn (2942 m ü. M.) im Osten, das steil nach Leukerbad abfällt. Rund einen Kilometer westlich auf dem Grat liegt das Rothorn (3103 m ü. M.), von dem aus ein Grat nach Nordwesten über Schneehore (3180 m ü. M.) zum Wildstrubel (3244 m ü. M.) abzweigt.
Am Schwarzhorn geht nach Südwesten der Schwarzgrat ab, der zum Trubelstock (2999 m ü. M.) führt. Im Südosten vorgelagert sind die Leeshörner.
An der Nordflanke hat es ein paar Firnfelder. In der Mulde im Westen zwischen Schwarzhorn, Rothorn und Schneehore liegt der Lämmerengletscher. Im Norden der Lämmerenboden mit Lämmerensee. In einer Mulde an der Südwestflanke liegt auf 2844 m ü. M. ein kleiner Bergsee.
Das Schwarzhorn hat eine Schartenhöhe von 102 Metern (Rothornlücke) und eine Dominanz von 1,74 Kilometern (Schneehore).
Von der Lämmerenhütte auf dem Lämmerenboden führt ein Weg am Nordwestgrat entlang zum Gipfel. Der Weg kreuzt die Rothornlücke (3002 m ü. M.) und führt ins Tal Les Outannes hinab und weiter nach Aminona. 